# Hippolyte Leroy
Hippolyte Leroy (Luik, 4 april 1857 - Gent, 29 oktober 1943) was een Belgisch Beeldhouwer, hij was gekend voor zijn monumentale oorlogsgedenktekens.

## Levensloop
Na een militaire carrière maakte Hippolyte Leroy een ommezwaai naar de kunst. Na studies in Sint-Joost-ten-Node, Gent, Parijs - waar hij meewerkte aan de decoratie van de Arc de Triomphe - en Rome vestigde hij zich definitief in Gent.
Hij ontwierp vooral medailles en beeldhouwwerken, zoals de ruiterstandbeelden die de ingang van de Wereldtentoonstelling van 1885 in Antwerpen sierden. In Gent beeldhouwde hij de monumenten voor Charles de Kerchove, Karel Miry en Albert Mechelynck. Ook op de Westerbegraafplaats is zijn werk sterk vertegenwoordigd.

## galerij

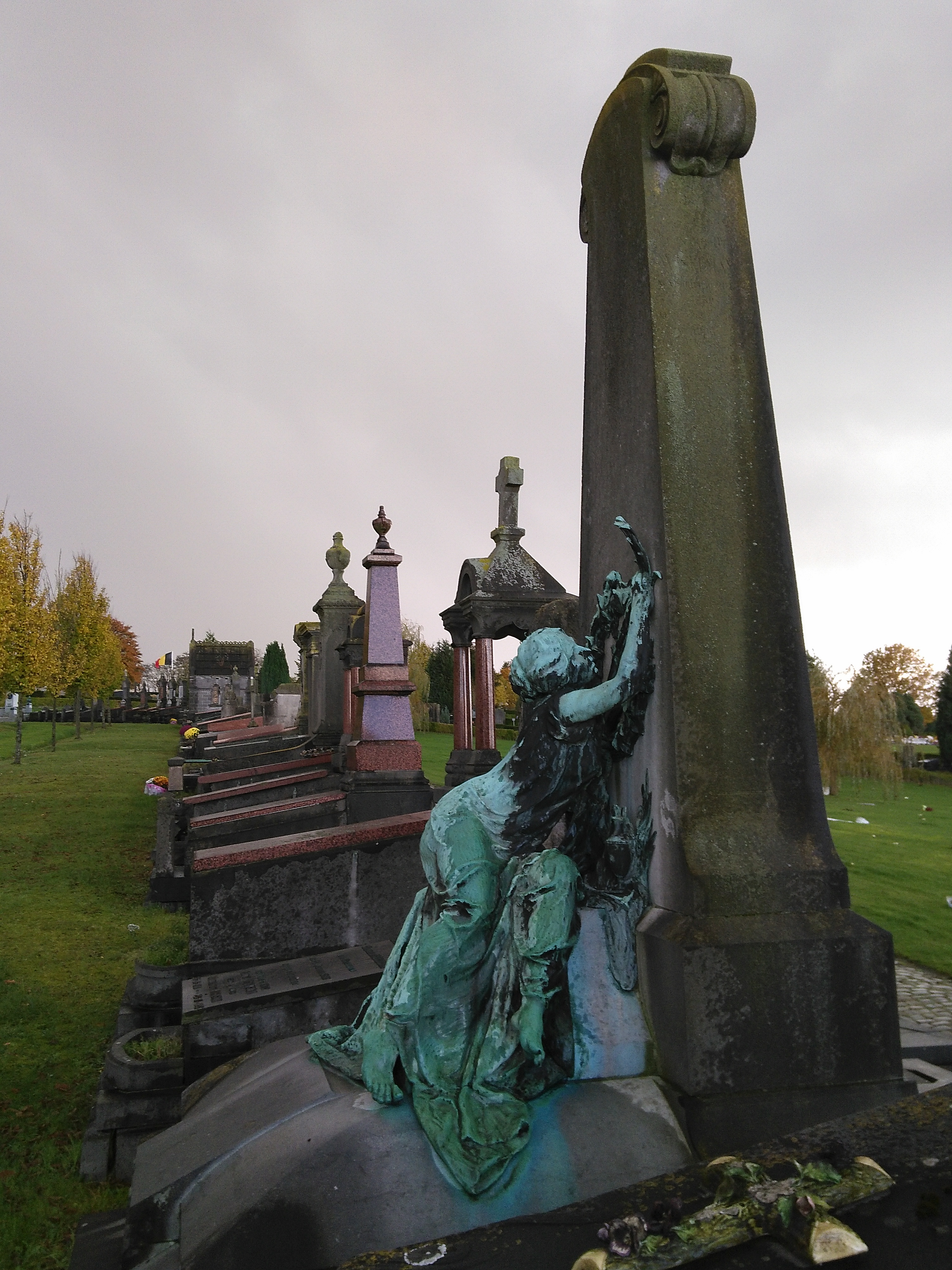
Praalgraf in Sint-Gillis
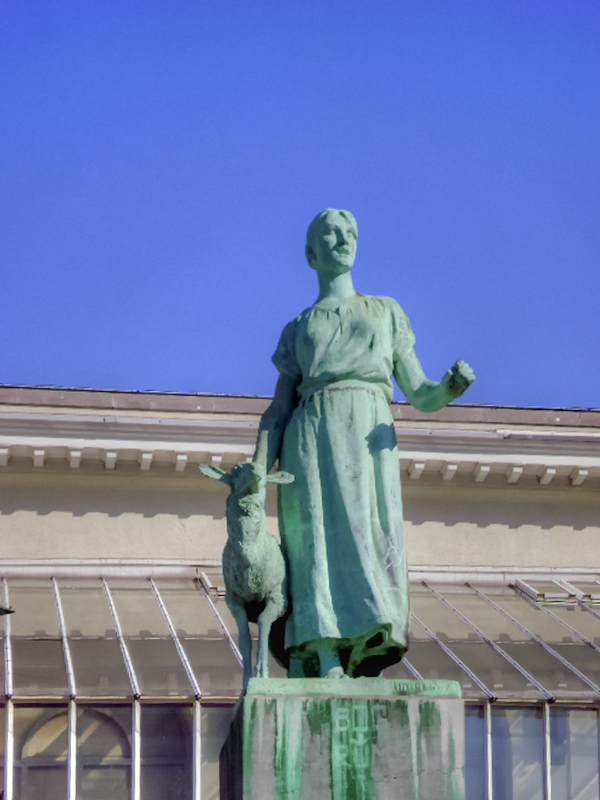
"De lente" in de Kruidtuin
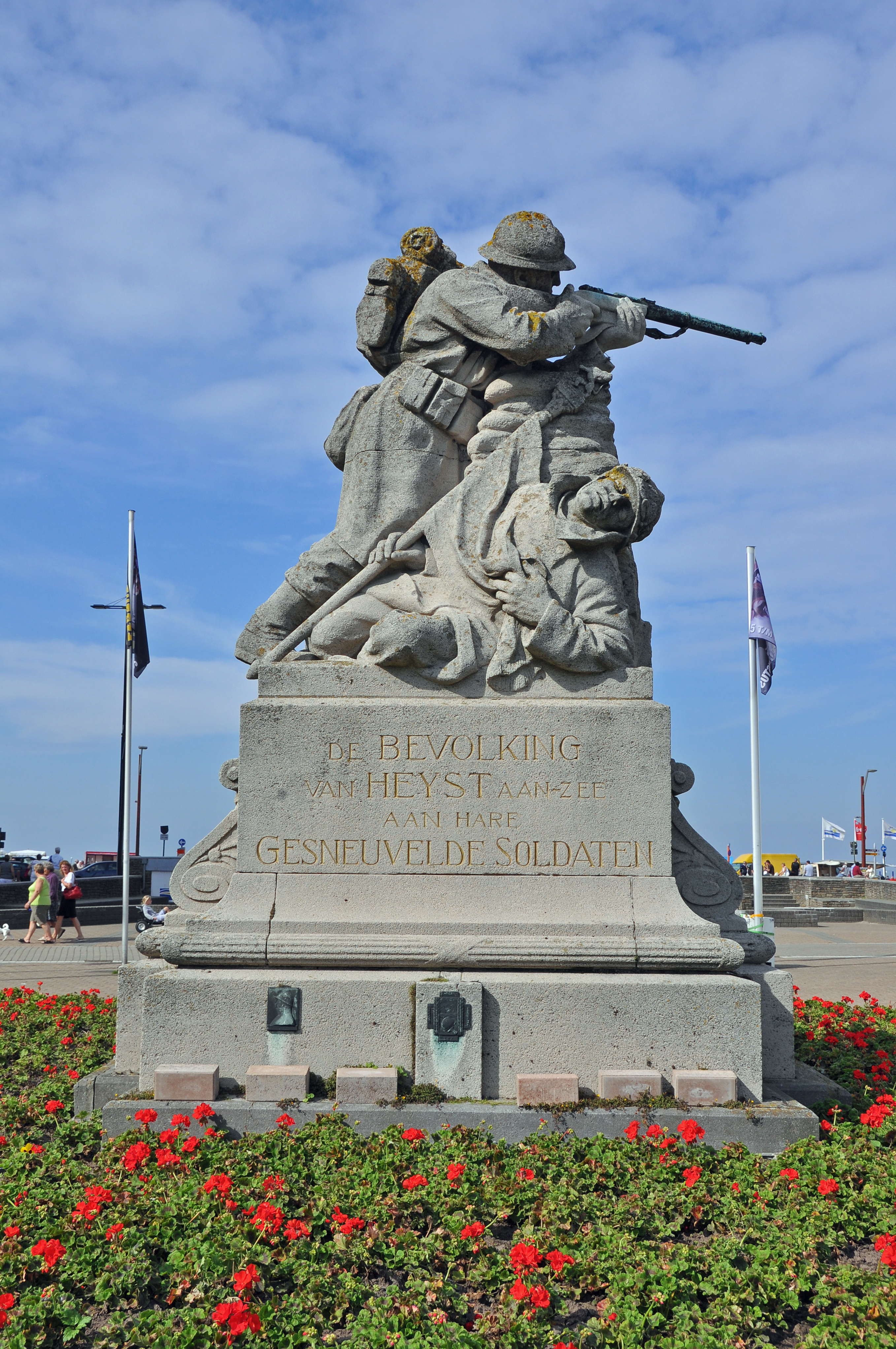
Oorlogsmonument te Heist-aan-Zee
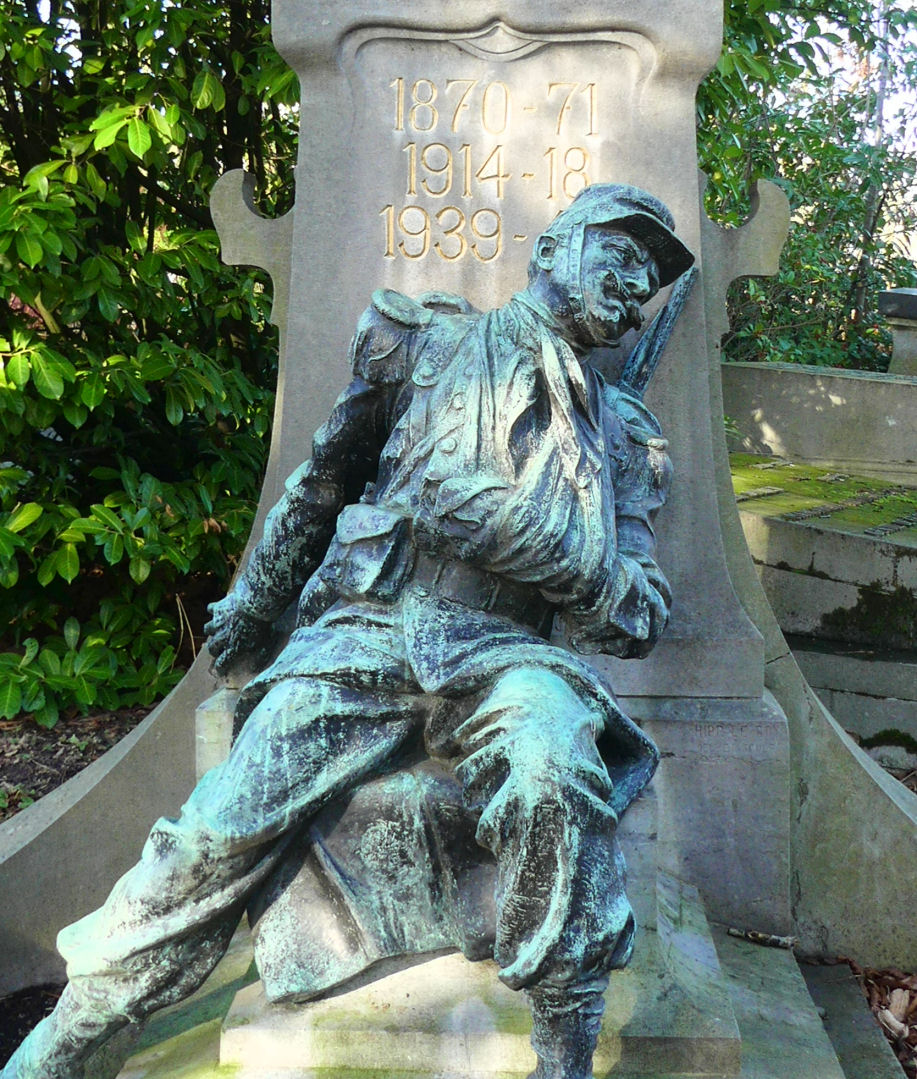
Monument voor Franse gesneuvelden uit 1870-1871, Westerbegraafplaats
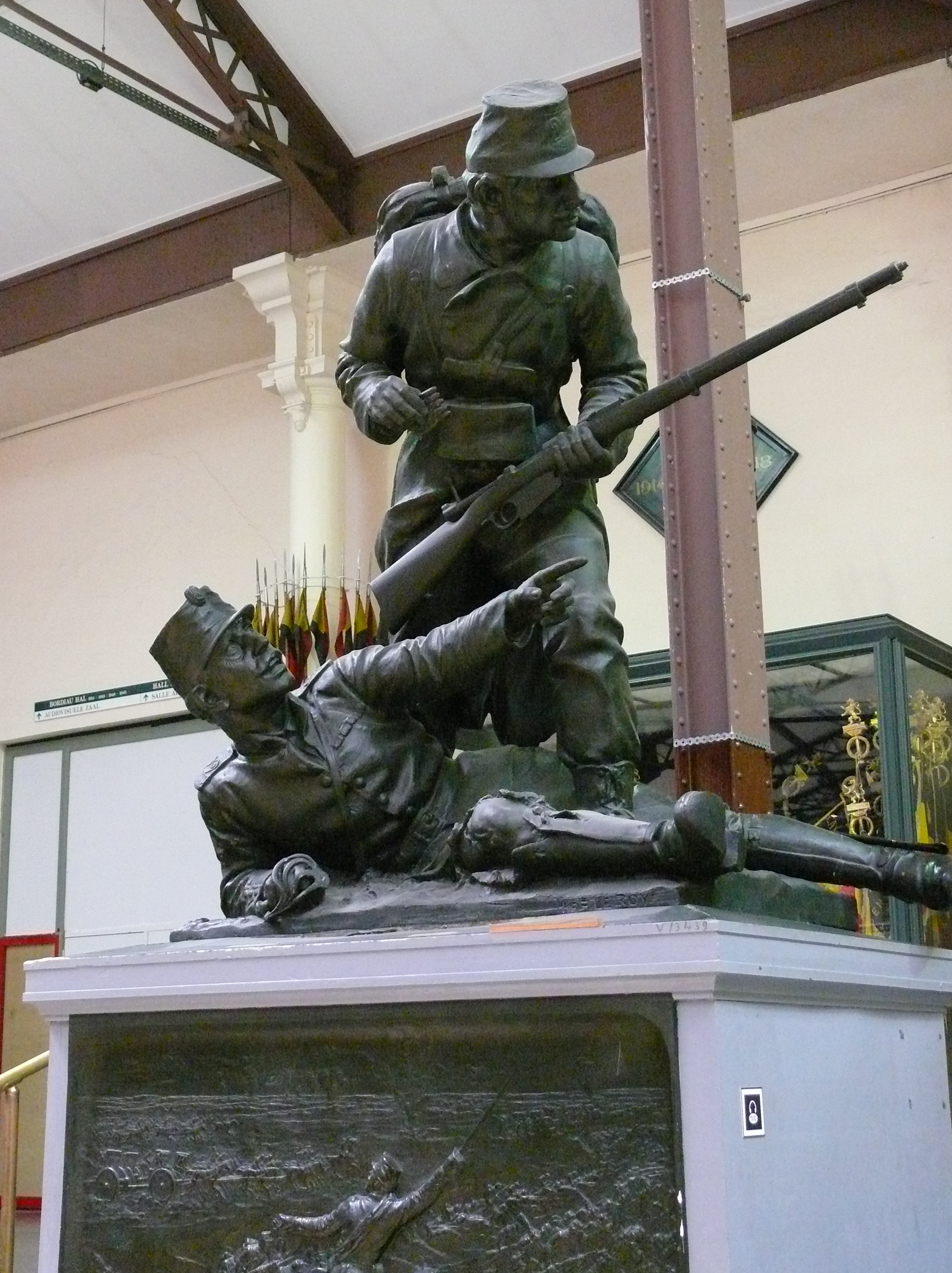
Monument voor de Slag bij Sint-Margriete-Houtem (kopie)